# Paul Goeken
Paul Goeken ( Hilversum, Países Bajos , 4 de octubre de 1962 - Gran Canaria , España, 21 de junio de 2011) fue un escritor neerlandés de novelas de suspense. Publicó novelas con su propio nombre y también con el seudónimo femenino de Suzanne Vermeer; esto se dio a conocer después de su muerte.

## Vida
Goeken nació en Hilversum y desde joven se interesó por el buceo, regentando un centro de ese deporte en su país. En 1999 se trasladó con su familia a Gran Canaria (España) donde  regentó con su esposa una tienda de ropa en Maspalomas. En 2002 publicó su primera novela, Hammerhead, escrita en holandés, como toda su obra. 
Tras varios éxitos con su propio nombre, donde destacaba la serie protagonizada por el agente del servicio secreto español Alfonso Silva (La Traición de Córdoba, De Orde, Spaanse Furie y La Travesía), decidió empezar a escribir con el seudónimo femenino de Suzanne Vermeer. 
En enero de 2011 se diagnosticó cáncer y falleció en junio de ese año en el municipio canario de San Bartolomé de Tirajana, con 48 años de edad.

## Obras
- 2002 - Hammerhead
- 2003 - Dodelijke stijging
- 2004 - Camouflage (traducida al español como: La traición de Córdoba)
- 2005 - De Orde
- 2007 - Spaanse Furie
- 2008 - De oversteek (traducida al español como: La travesía)

### Con el seudónimo de Suzanne Vermeer
- 2006 - All-inclusive
- 2007 - De Vlucht
- 2008 - Zomertijd
- 2009 - Cruise
- 2009 - Vakantiegeld (geschreven voor de reeks Literaire Juweeltjes)
- 2010 - Après-ski
- 2010 - De Suite
- 2011 - Zwarte Piste
- 2011 - Bella Italia
- 2012 - Noorderlicht